# Gagarin (Óblast de Smolensk)
Gagarin (del ruso: Гага́рин), conocida hasta 1968 como Gzhatsk (Гжатск), es una ciudad rusa, capital del distrito homónimo en la óblast de Smolensk. Se ubica a 240 kilómetros (150 mi) al nordeste de Smolensk, el centro administrativo de la óblast homónima.
El nombre anterior de la ciudad se debe al río Gzhat, el cual es de origen báltico (cf. Antiguo prusiano gudde,  «bosque»).

## Historia
En 1718, el pueblo existente en el territorio del moderno Gagarin fue transformado por un decreto de Pedro el Grande, que decretaba la creación de una terminal de trasbordo de mercaderías. Desde la mitad del siglo XVIII, Gzhatsk era un sloboda, y en 1776, por un decreto de Catalina la Grande, le fue concedido el estado de ciudad y un escudo de armas que muestran "una barcaza cargada con pan a punto de salir, en un campo de argén", lo que demostraba que la ciudad era un buen punto para el transporte  de granos.
La ciudad fue construida en el cruce de la carretera de Moscú (del este-del oeste) y la carretera de Smolensk (del norte-del sur, paralela al río). Por el plan de 1773, fue emplazada en forma triangular. Una parte es paralela al río Gzhat, otra a la carretera a Moscú, y la base del triángulo conecta ambas partes.
El 29 de agosto de 1812, en el pueblo de Tsaryovo-Zaymishche cercano a Gzhatsk, Mikhail Kutuzov aceptó el comando del ejército ruso. Luego de la invasión de Napoleón, la ciudad estuvo incendiada por varios días. Fue cerca de Gzhatsk donde el grupo guerrillero liderado por Denis Davydov empezó a operar. Las tropas rusas retomaron la ciudad de nuevo el 2 de noviembre de 1812. Cuando se reconstruyó la ciudad en 1817, el diseño regular anterior fue básicamente mantenido.
El 13 de noviembre de 1917, el poder soviético se proclamó en Gzhatsk. Un año más tarde, se produjo una insurrección contrarrevolucionaria.
Durante Segunda Guerra Mundial, la ciudad albergó una fábrica de lino, una serrería, una fábrica de ladrillos, un molino de viento, un complejo panadero, una fábrica de tejidos y una estación de energía. En el curso de la guerra, Gzhatsk estuvo ocupada desde el 9 de octubre de 1941 por el ejército alemán hasta el 6 de marzo de 1943, fecha en que la ciudad fue liberada por el ejército soviético.
En 1968, la ciudad fue rebautizada con el nombre de Gagarin en honor a la primera persona que viajó al espacio, Yuri Gagarin, quién nació en 1934 en el pueblo cercano de Klúshino.

## Estado administrativo y municipal
Dentro del marco de divisiones administrativas, Gagarin sirve como el centro administrativo del distrito homónimo. Como división administrativa, está, junto con una localidad rural (el pueblo de Trufany), incorporada en el distrito como Poblamiento Urbano. Como división municipal, esta unidad administrativa también tiene el status  de poblamiento urbano y es parte del Distrito Municipal de Gagarin.

## Demografía
| Gráfica de evolución de Gagarin entre 1856 y 2020 |
|                                                   |

## Ciudades gemelas y hermanadas
Gagarin está hermanada con:
- Ratingen - Alemania
- Mozhaysk - Rusia
- Barysaw - Bielorrusia
- Krupki - Bielorrusia